# Today and Tomorrow (film 1915)
Today and Tomorrow è un cortometraggio muto del 1915. Il nome del regista non è noto.
Ottavo episodio di Who Pays?, serie che aveva come protagonisti Henry King e Ruth Roland.

## Produzione
Il film fu prodotto dalla Balboa Amusement Producing Company.

## Distribuzione
Distribuito dalla Pathé Exchange, il film - un cortometraggio di tre bobine - uscì nelle sale cinematografiche statunitensi il 31 maggio 1915. Tutti e dodici i film della serie sono conservati negli archivi dell'UCLA Film and Television.